# Mychajlo Korda

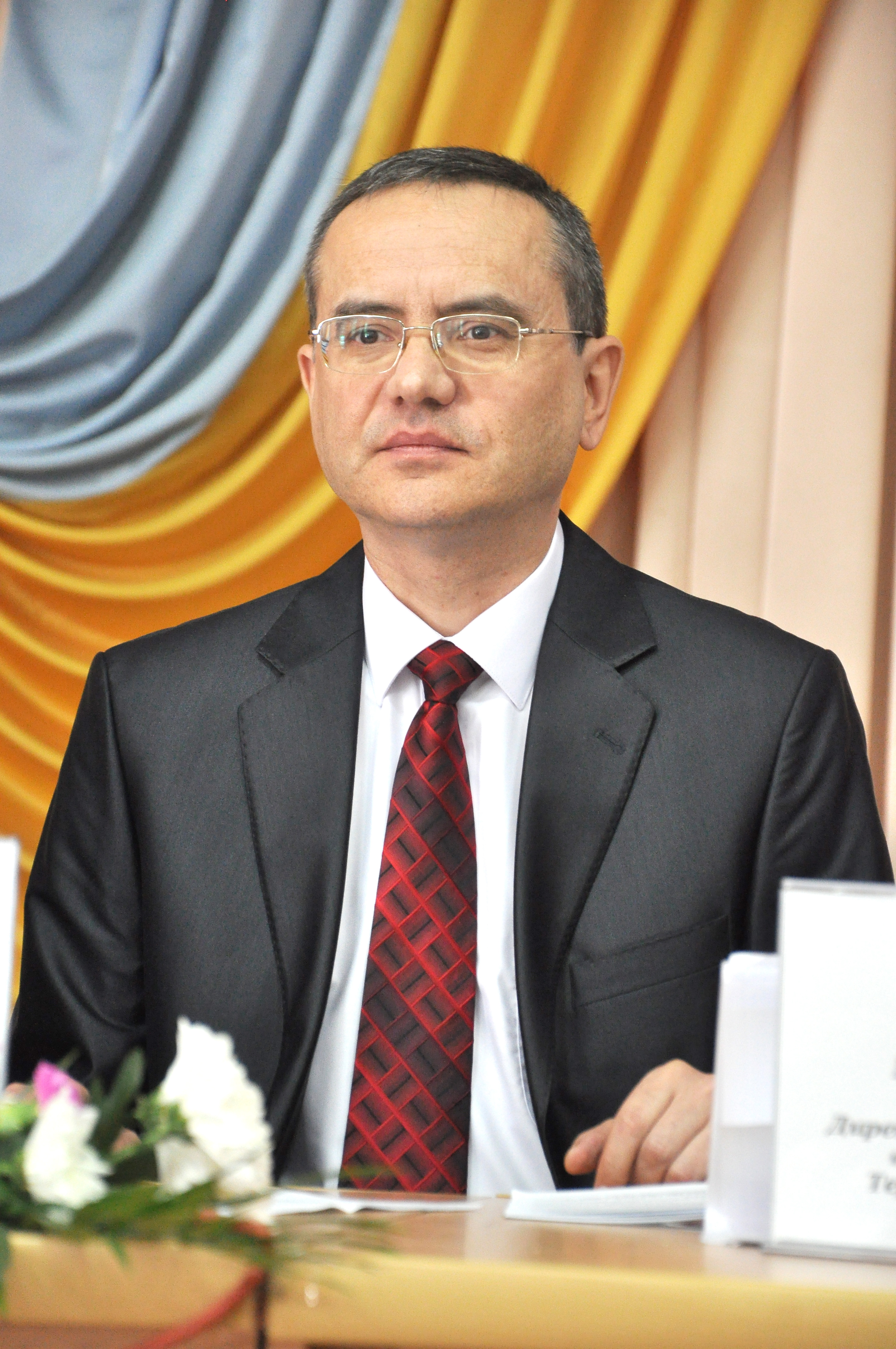
Mychajlo Korda (2015)

Mychajlo Mychajlowytsch Korda (ukrainisch Михайло Михайлович Корда; * 13. Februar 1965 in Weryn bei Rajon Stryj, Oblast Lwiw, Ukraine) ist ein ukrainischer Wissenschaftler auf dem Gebiet der medizinischen Biochemie, habilitiert (1998), Professor (2002), korrespondierendes Mitglied der Nationalen Medizinischen Akademie der Ukraine, Träger der Verdienstauszeichnungen auf dem Gebiet der Wissenschaft und Technik der Ukraine (2017), geschäftsführender Rektor an der Nationalen Medizinischen Ivan-Horbaczewski-Universität Ternopil (seit Januar 2015).

## Leben
Nach dem Schulabschluss in Weryn folgte von 1982 bis 1988 das Studium in der Medizin mit dem Studienziel „Heilkunde“ am Ternopiler Medizinischen Institut, das Korda mit einem Diplom mit Auszeichnung abschloss.
Seit Dezember 1988 ist die wissenschaftliche, pädagogische und organisatorische Tätigkeit Mychajlo Kordas mit der Ternopiler Nationalen Medizinischen Universität verbunden. An der Abteilung für Medizinische Biochemie entwickelte er sich vom Doktoranden zum Professor und Lehrstuhlinhaber. Ab 2002 leitete er diese Abteilung. 2003–2004 war er als wissenschaftlicher Mitarbeiter tätig, 2004–2007 war er Gastprofessor an der Chemie-und-Biochemie-Abteilung der Ohio State University (USA). 2007–2014 leitete Mychajlo Korda erneut die Abteilung für medizinische Biochemie und klinische Labordiagnostik an der Medizinischen Ivan-Horbaczewski-Universität Ternopil und stand gleichzeitig an der Spitze der Fakultät für ausländische Studierende.
Im Januar 2015 wurde Mychajlo Korda zum Rektor der Staatlichen (heute Nationalen) Medizinischen Ivan-Horbachevsky-Universität zu Ternopil gewählt.
Er ist mit Inna Korda verheiratet, PhD, Dozentin der Abteilung für Geburtshilfe und Gynäkologie Nr. 2 der Fakultät für ausländische Studierende. Sohn Mychajlo ist Student an der TNMU.

## Wissenschaftliche Arbeit
Der Promotion zum Dr. phil. mit einer Arbeit über den Antioxidativen Status des Körpers bei akuten toxischen Leberschäden und die Korrektur durch Enterosorption und Antioxidantien schloss sich das Referendariat sowie eine Betätigung als Lehrkraft an der Medizinischen Hochschule in Ternopil an. So wurde er 1991 für das Fach 14.00.16 — Pathologische Physiologie promoviert.
1998 wurde Korda mit der Arbeit Störungen oxidativer Prozesse und Schutzsysteme des Körpers bei akuter chemischer Leberschädigung und die Möglichkeit ihrer Korrektur für das Fach 14.00.16 — Pathologische Physiologie habilitiert.
Korda forscht zu Themen der Biochemie freier Radikale, Hepatotoxikologie, der Rolle von Stickoxid in der Herz-Kreislauf-Systems-Pathologie, Mechanismen der endothelialen Dysfunktion bei Adipositas, Bluthochdruck und Atherosklerose, COVID-19, Nanotoxikologie, Anwendung von Nanomaterialien in Medizin und Pharmazie, Epidemiologie, Pathogenese, Borreliose-Therapie.
Er ist Autor und Co-Autor von mehr als 520 wissenschaftlichen Publikationen, 4 Lehrbüchern, 16 Lehr- und Methodenhandbüchern, 15 Monographien, 40 Patenten und zugleich wissenschaftlicher Berater von 2 Habilitationsschriften und Doktorvater von 13 PhD-Schriften. Bald werden die anderen 10 Dissertationen unter seiner Führung fertiggestellt.
Korda hat häufig als eingeladener Vortragsredner an internationalen Konferenzen in den USA, in Japan, Korea, Deutschland und Polen teilgenommen. Auf seine Initiative finden ukrainische wissenschaftliche und praktische Konferenzen statt, die den Problemen der medizinischen Biochemie gewidmet werden.
Korda ist Vorsitzender des Fachwissenschaftlichen Rates D58.601.01 und Mitglied des Fachwissenschaftlichen Rates K 58.601.04.
Redaktionsbeschäftigung und gesellschaftliche Tätigkeit
Korda ist in der gesellschaftlichen Arbeit aktiv:
- Mitglied des Präsidiums der Ukrainischen Biochemischen Gesellschaft[14];
- Leiter der Regionalabteilung der Ukrainischen Biochemischen Gesellschaft in Ternopil[15];
- Mitglied der medizinischen Abteilung des Komitees in der Frage der Staatspreise in der Ukraine auf dem Gebiet der Wissenschaft und Technologie; Chefredakteur der Zeitschrift Medical and Clinical Chemistry (Ukraine)[16];
- Chefredakteur der Zeitschrift International Journal of Medicine and Medical Research (Ukraine)[17];
- Mitglied des Redaktionsleitung der Zeitschrift Social, Health, and Communication Studies Journal (Kanada)[18];
- Mitglied der Zeitschrift-Redaktion Health Problems of Civilization (Polen)[19];
- Mitglied der Zeitschrift-Redaktion Polski Merkuriusz Lekarski (Polen)[20];
- Mitglied der Eurasian Alliance for Global Health[21];
- Mitglied der Ukrainisch-Deutschen Akademischen Gesellschaft.

## Ehrungen
- Verdienstorden (III. Grades)[22];
- Ehrenurkunde und Gedenkzeichen des Ministerkabinetts der Ukraine (2009)[23];
- Träger der Verdienstauszeichnungen auf dem Gebiet der Wissenschaft und Technik der Ukraine (2017)[24];
- Zertifikate und Danksagungen des Gesundheitsministeriums der Ukraine, der regionalen Staatsverwaltung Ternopil, der Regional- und Stadträte Ternopil.
- Auszeichnung des Verteidigungsministeriums der Ukraine „Ehrenabzeichen“[25];
- Danksagung des Innenministeriums der Ukraine[26];
- Ehrenabzeichen der Nationalen Akademie der Medizinischen Wissenschaft der Ukraine (2017)[27];
- Ehrenabzeichen der Berufsgewerkschaften-Föderation in der Ukraine (2017)[28];
- Orden des Heiligen apostelgleichen Fürsten Wolodymyr des Großen (III. Grades) (2017)[29]
- Orden des Heiligen Erzengels Michael (II. Grades)[30];
- Auszeichnung des Heiligen Großmärtyrers und Heilers Panteleimon[31];
- Goldpreis „Für Verdienste um die Papst Johannes Paul II. Hochschule“ (2016, Polen)[32];
- Ehrenprofessor des Samarkand State Medical Institute (2017).
- Ehrenprofessor der Papst Johannes Paul II. Hochschule in Bila Podlaska (2018)[33];
- Brustpanzer „Orden ersten Grades“ der König-Danylo-Foundation (2018)[34];
- „Medaille für berufliche Tätigkeit und Leistung in der Medizin“ (2018)[35];
- Wolodymyr-Lutschakiwsky-Preis (2021)[36][37]